# Fragneto Monforte
Fragneto Monforte è un comune italiano di 1 665 abitanti della provincia di Benevento in Campania.

## Geografia fisica
Fragneto è situato nell'Appennino campano ai piedi della collina di Toppa Barrata, tra i fiumi Tammaro e Calore, nei pressi dei torrenti Lenta e Raventa. Il territorio è prevalentemente collinare, ma comunque fertilissimo. È situato a una altezza s.l.m. che varia dai 111 ai 530 metri e ha un'estensione di quasi 25 km2. Rientra nella Zona I di classificazione sismica ed è parte integrante della comunità montana dell'Alto Tammaro e della regione agraria n. 4 "Colline del Calore Irpino Inferiore".

## Origini del nome

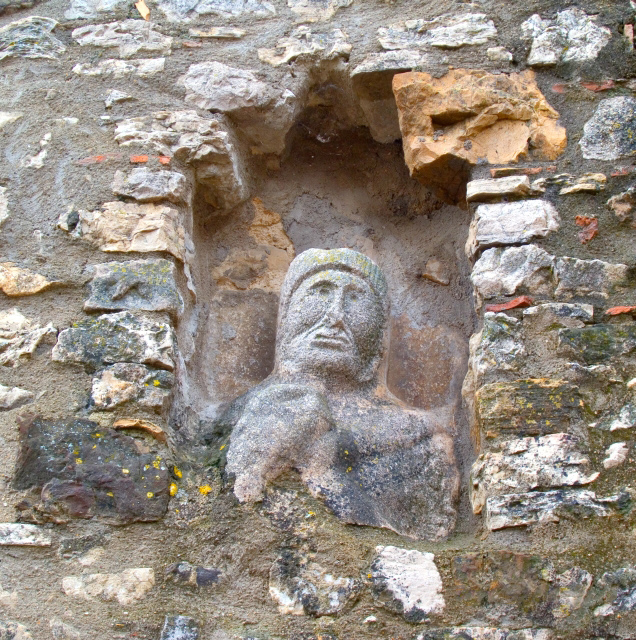
Rilievo nel centro storico di Fragneto, raffigurante il guerriero Gnito

Il nome Fragneto si fa risalire alla fara di Gnito, ossia la famiglia (o gruppo) di Gnito, il guerriero che, dopo la conquista di Benevento da parte dei Longobardi (571 d.C.), si era stabilito in questo luogo e ne fece un villaggio fortificato da mura e torri. Altre fonti invece sostengono che "Fragneto" derivi dal latino farneus, un particolare tipo di quercia, a cui si aggiunge il suffisso -etum, che indica, in questo caso, querceto.
Il secondo nome Monforte sembra derivare semplicemente da Bartolomeo da Monteforte, uno dei primi suffeudatari del territorio ove sorge il paese; a ogni modo, la specifica serve a differenziare Fragneto Monforte dal confinante Fragneto l'Abate.

## Storia

### Le origini
La collina e l'abitato di Fragneto Monforte, per la loro felice posizione e per la presenza del vicino Tratturo, ossia l'antica “via per le Puglie”, ha ricoperto un importante ruolo strategico per le popolazioni che via via si sono insediate nel Sannio: dell'importanza di tale posizione restano a testimonianza le tracce di occupazione, ancora visibili, lasciate nel corso dei secoli da Sanniti e Romani prima, poi da Goti, Bizantini e Saraceni, ed ancora da Longobardi e Normanni. Difatti, antiche feste tradizionali, alcune usanze ed il nome stesso del piccolo centro testimoniano le influenze e le contaminazioni verificatesi nel tempo con il passaggio di queste popolazioni. Tra l'891 e 894 d.C., in seguito alla cacciata dei Bizantini da Benevento, alcuni sparuti gruppi si stabilirono a Fragneto: si trattava di abili mercanti ed esperti artigiani che resero fiorente e importante il piccolo borgo. Tra questi vi erano i devoti di Santo Nicolao di Myra, che ne introdussero il culto a Fragneto, insieme all'usanza che i ricchi donassero masse alimentari a un Magister che le ridistribuisse ai più poveri e bisognosi. E ancora oggi, difatti, le usanze tradizionali della Festa di San Nicola, basate sulla raccolta e distribuzione delle offerte, sono gelosamente custodite dal Mastro di Festa e dalla viva e sentita osservanza dell'intera comunità.

### Dall'anno mille a oggi: il Palazzo Ducale
È intorno al 1000 che si fa risalire la costruzione del Palazzo Ducale, epicentro dell'annesso feudo, chiamato dai Longobardi (nel 1010)  Castello Nostro. Nel 1113 ne diventa signore Rodolfo Pinello della contea di Ariano, il quale con la sua opera riesce a tenere alto il prestigio e la ricchezza del feudo, anche se nel 1138 il Castello viene saccheggiato e poi incendiato da Ruggero II. A ogni modo, in seguito alla ricostruzione, esso verrà ceduto ai Frangipane da parte di Carlo I d'Angiò.
Successivamente, il borgo di Fragneto con il Castello passò a far parte, nel 1350, del contado beneventano e prese il nome di  Castrum Fragneti Montisfortis. Da allora, come attestano varie fonti storiche, il feudo divenne teatro di imprese militari nella contesa tra Alfonso d'Aragona e gli Angioini. Più tardi, il terremoto del 1456 distrusse buona parte del Castello e del borgo adiacente ma, grazie alla grande laboriosità degli abitanti, venne ricostruito tutto ancora una volta in breve tempo.
Nel XVI secolo, in seguito alle distribuzioni di terre a nobili famiglie, il feudo di Fragnito con il Palazzo venne concesso nel 1528 al luogotenente vicereale Don Ferrante Montalto: il feudo rimase ai Montalto, col titolo di ducato, fino alla scomparsa della feudalità. La famiglia Montalto conserva però la proprietà del Palazzo Ducale.
Fragneto Monforte è appartenuto per secoli alla provincia di Principato Ultra, e nel quadriennio 1743-46 il suo territorio fu soggetto alla competenza territoriale del regio consolato di commercio di Ariano. All'epoca del regno delle Due Sicilie il paese ha fatto poi parte del circondario di Pescolamazza all'interno del distretto di Ariano; soltanto a decorrere dal 1861, dopo l'unità d'Italia, è stato aggregato alla provincia di Benevento.

### Simboli
Lo stemma del comune di Fragneto Monforte è stato concesso con decreto del presidente della Repubblica del 28 gennaio 2004.
(D.P.R. 28.01.2004 concessione di stemma e gonfalone)
Il gonfalone è un drappo di giallo con la bordatura di azzurro.

## Monumenti e luoghi d'interesse

### Architetture religiose
- Chiesa di S. Nicola e Rocco: secolo XVII, detta "chiesa madre"
- Chiesa della SS. Croce: IX secolo, connessa al Palazzo Ducale
- Chiesa di S. Donato: secolo XVII, situata nel centro storico del paese
- Chiesa di S. Anna: secolo XVIII, situata fuori dal paese in prossimità dell'uscita della SS88
- Chiesa di S. Maria in Principio: secolo XVII, situata in contrada Rapinella, è stata in passato distrutta e ricostruita in seguito a vari terremoti, ma è inagibile dal 1973 per il crollo della volta.

### Architetture civili

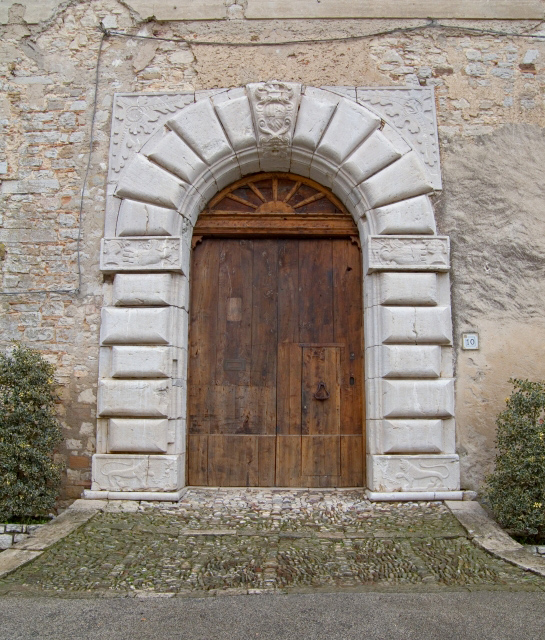
Portale del Palazzo Ducale

- Palazzo dei Duchi di Montalto

### Altro
- Tiglio secolare, simbolo del paese
- "Pietra della Madonna", così chiamata poiché in prossimità della sopracitata chiesa di S. Maria in Principio; la leggenda vuole che la Madonna vi si fosse inginocchiata, lasciando le impronte dei piedi e delle ginocchia

## Società

### Evoluzione demografica
Abitanti censiti

## Cultura

### Biblioteche e musei
- Biblioteca comunale
- Museo Farnetum, su museofarnetum.com.
- Museo di Arti e Tradizioni Popolari, strettamente connesso al gruppo folk "La Takkarata"

### Scuole
L'Istituto Comprensivo Scolastico di Fragneto Monforte è situato in via Padre Pio, nei pressi del cimitero e del campo sportivo. Include una scuola di insegnamento primario e una scuola secondaria di primo grado, oltre che una scuola materna. Con l'unificazione dei corsi di studio in un unico edificio, la struttura della scuola elementare di p.zza Aldo Moro è divenuta il nuovo municipio. All'I.C. di Fragneto Monforte appartengono anche le scuole dei comuni di Campolattaro e Fragneto L'Abate.

### Musica
Nel territorio fragnetano, sin dal 1970, è posto il gruppo di ricerca folcloristico "La Takkarata", il quale, attraverso strumenti musicali, abbigliamento e canti popolari, intende rifarsi alla cultura ottocentesca e novecentesca degli abitanti del paese e delle zone circostanti. Il gruppo prende il nome da un certo "Ballo della taccarata", di origine ottocentesca, che a sua volta deriva da "tàkkare", termine con cui si definivano, in antichità, le bacchette di ulivo stagionato, le quali creavano un suggestivo ritmo musicale. Tipico del gruppo è anche il costume, il quale presenta qualcosa di albanese, misto all'orientale, con i tanti merletti multicolori che vengono utilizzati per il ballo della taccarata.

### Eventi
La cittadina dimostra un particolare attaccamento alle festività religiose, ragion per cui il 6 dicembre si festeggia il patrono San Nicola di Bari. La tradizione vuole che vi sia un "mastro di festa", ovvero l'economo, che organizzi le cerimonie e conservi il quadro recante l'immagine del Santo, consegnatogli all'inizio dell'anno; il 25 e 26 novembre si ha la "Macina di S. Nicola" e, a quanti abbiano prestato offerta, il 5 dicembre viene consegnato pane, carne e vino. Altre festività religiose si hanno in occasione di Sant'Anna (26 luglio) e Santa Teresa (si ha una sorta di fiera il 15 ottobre). L'ultima domenica di maggio, invece, si ha la festa della santissima Purità. In via "laica" si hanno numerose ricorrenze, soprattutto nel periodo estivo, tra cui bisogna ricordare la fiera (che si ha l'ultimo sabato di maggio e il 25 luglio) e l'Estate fragnetana (per tutto il mese di agosto).

#### Raduno internazionale delle mongolfiere

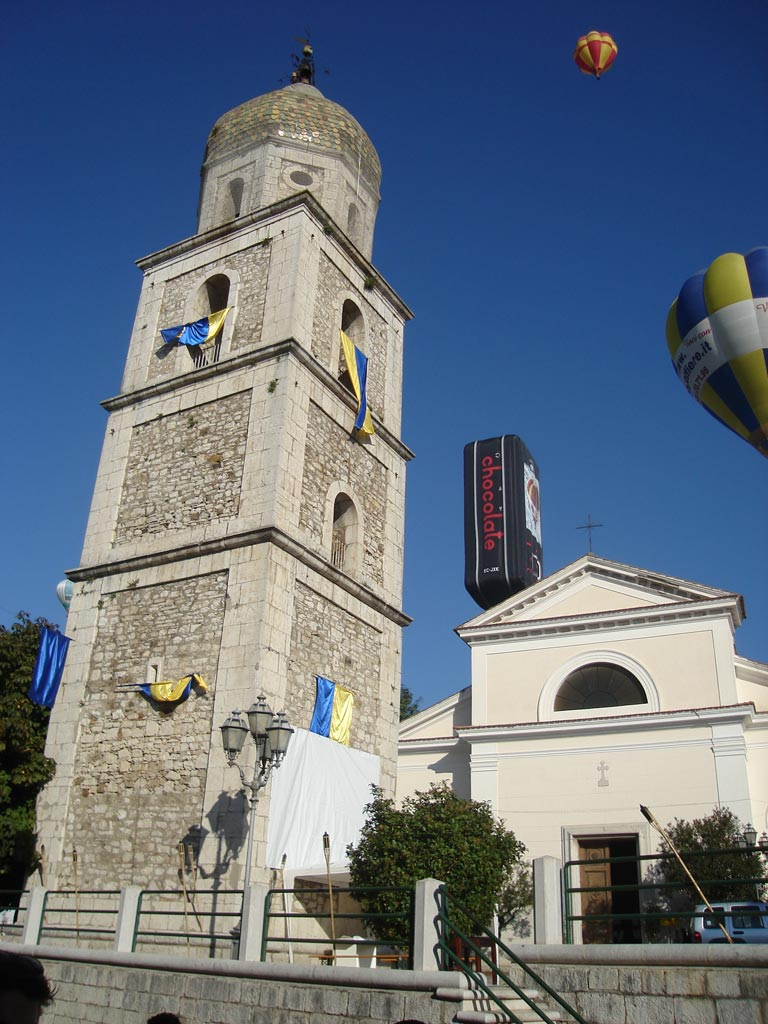
Il centro del paese in occasione di uno dei raduni delle mongolfiere

Dal 1986 è annualmente teatro di raduni internazionali di mongolfiere, generalmente nella prima settimana di ottobre. In quest'occasione lungo le vie del paese si hanno numerosi stand enogastronomici, artisti di strada, associazioni di clownerie, mostre d'arte estemporanee ed è possibile anche sperimentare il volo aerostatico. I team più esperti si lanciano in svariate competizioni in mongolfiera, i cui vincitori e partecipanti vengono premiati dall'amministrazione comunale. Si notano anche esibizioni acrobatiche di aerei e paracadutisti, nonché esibizioni di bande e fanfare, tra cui la fanfara dei Bersaglieri. L'evento è arrivato alla 33ª edizione (2022) dopo due anni di stop a causa COVID-19.

## Economia
Trattandosi di un modesto centro dalle origini contadine, grazie anche all'estesa superficie coltivabile (1 438,57 ha), Fragneto Monforte ha come fonte di guadagno prodotti primari come cereali (soprattutto grano e orzo), olio, vini, frutta e pascoli. Tuttavia l'attività agricola e pastorale risulta essere in via di estinzione, dal momento che gran parte dei cittadini fragnetani sono impegnati nel settore secondario (industrie medio-piccole) e terziario.

## Infrastrutture e trasporti

### Strade
Il comune è interessato dalla strada statale 87 Sannitica e dalle strade provinciali 97, 102, 103 e 104.

### Ferrovie
Il comune è servito dalla stazione di Fragneto Monforte, sulla ferrovia Benevento-Campobasso, attiva solo per fini turistici. Nel territorio comunale e sulla stessa linea è anche situata la stazione di Pescosannita-Fragneto L'Abate.

## Amministrazione
| Periodo    | Periodo    | Primo cittadino        | Partito                                       | Carica      | Note |
| ---------- | ---------- | ---------------------- | --------------------------------------------- | ----------- | ---- |
| 1960       | 1961       | Umberto Iadarola       |                                               | Sindaco     |      |
| 1961       | 1965       | Giuseppe Iadarola      |                                               | Sindaco     |      |
| 1965       | 1970       | Giovanni Cairella      |                                               | Sindaco     |      |
| 1970       | 1975       | Giovanni Romanelli     |                                               | Sindaco     |      |
| 1975       | 1980       | Luigi Sale             |                                               | Sindaco     |      |
| 1980       | 1985       | Rino Gasdia            |                                               | Sindaco     |      |
| 26/06/1985 | 11/06/1990 | Luigi Sale             | DC                                            | Sindaco     |      |
| 11/06/1990 | 24/04/1995 | Luigi Sale             | DC                                            | Sindaco     |      |
| 24/04/1995 | 14/06/1999 | Nicola Augusto Simeone | Lista civica di centro-sinistra (con i Verdi) | Sindaco     |      |
| 14/06/1999 | 14/06/2004 | Nicola Augusto Simeone | Lista civica                                  | Sindaco     |      |
| 17/06/2004 | 30/06/2008 | Luigi De Camillis      | Lista civica                                  | Sindaco     |      |
| 30/06/2008 | 08/06/2009 | Luigi Facchino         | Lista civica di centro-sinistra               | Vicesindaco |      |
| 07/06/2009 | 26/05/2014 | Raffaele Caputo        | Lista civica                                  | Sindaco     |      |
| 26/05/2014 | 27/05/2019 | Raffaele Caputo        | Lista civica "Farnetum"                       | Sindaco     |      |
| 27/05/2019 | in carica  | Luigi Facchino         | Lista civica "Farnetum"                       | Sindaco     |      |

### Gemellaggi
- Santo Stefano di Rogliano, dal 2010[11]

## Sport
Sebbene l'unica struttura sportiva di rilievo sia data dal campo sportivo, nel territorio fragnetano sono presenti diverse associazioni:
- A.S.D. "Farnetum", squadra di calcio militante in Terza Categoria
- "Wind & Fire", gruppo di volo aerostatico
- Club Fuoristrada "Sanniti Off-road"

## Galleria d'immagini

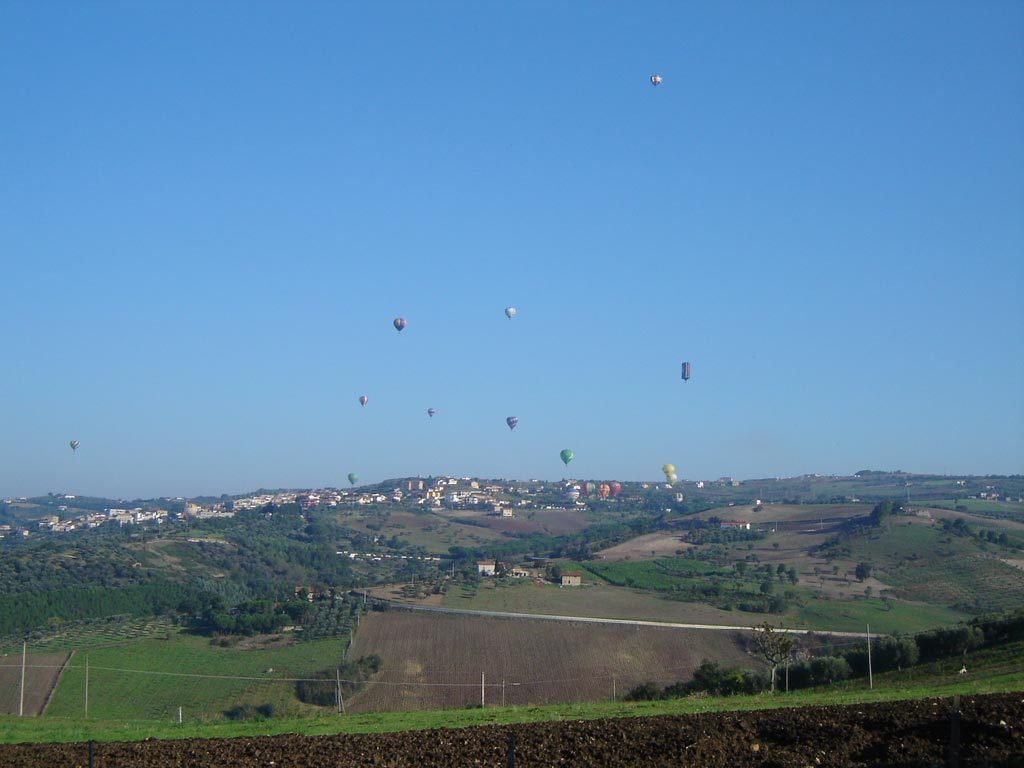
Il panorama con le mongolfiere in volo
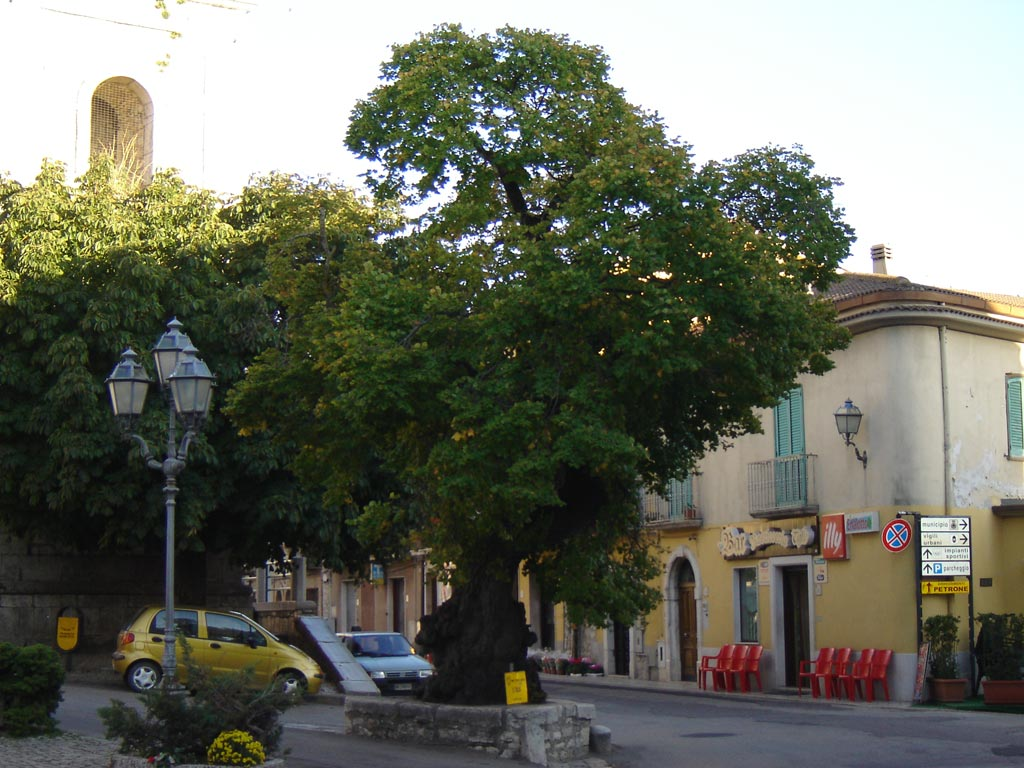
Il tiglio secolare posto nel centro del paese e simbolo dello stesso
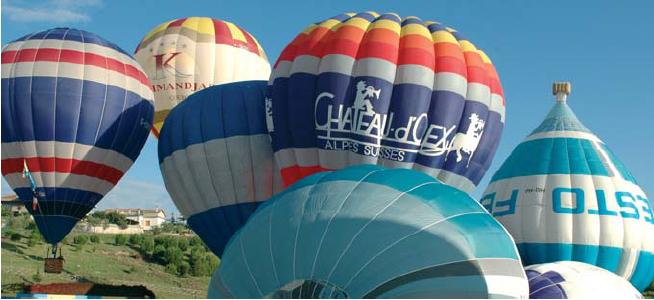
Particolare di mongolfiere sul campo sportivo
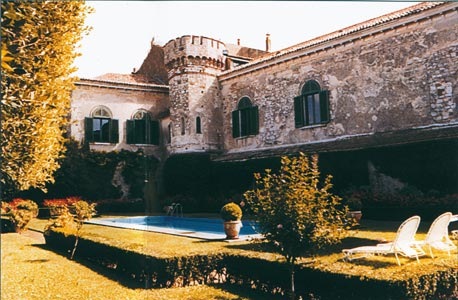
Il Palazzo Ducale visto dall'interno
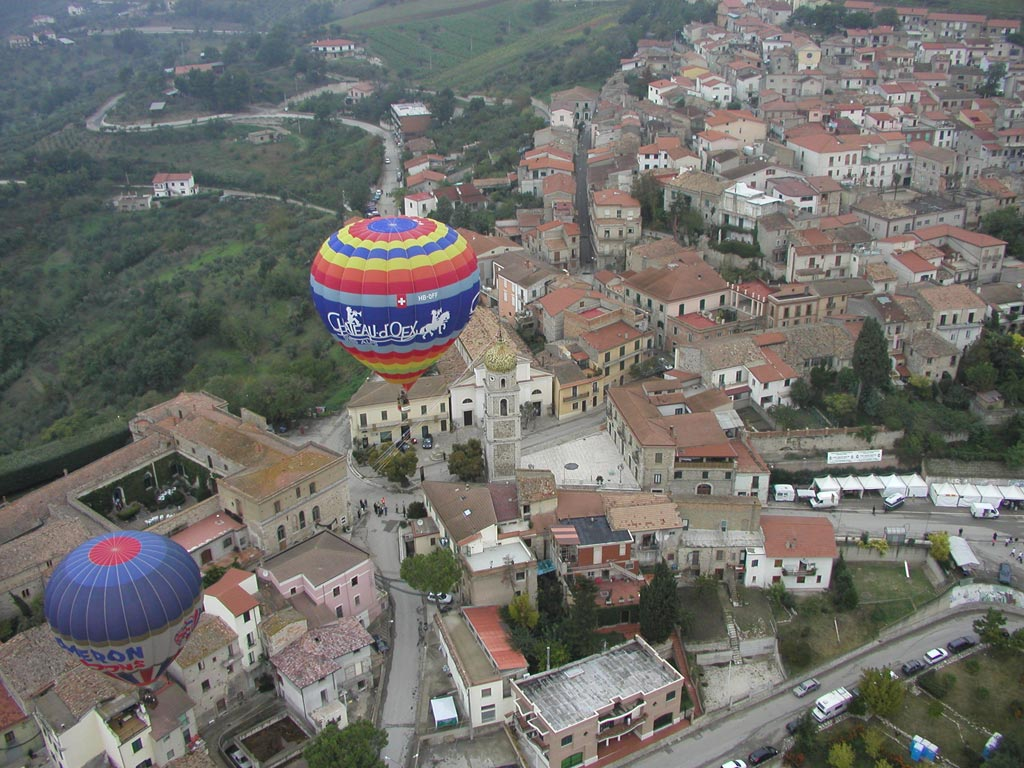
Veduta aerea del centro durante uno dei raduni delle mongolfiere
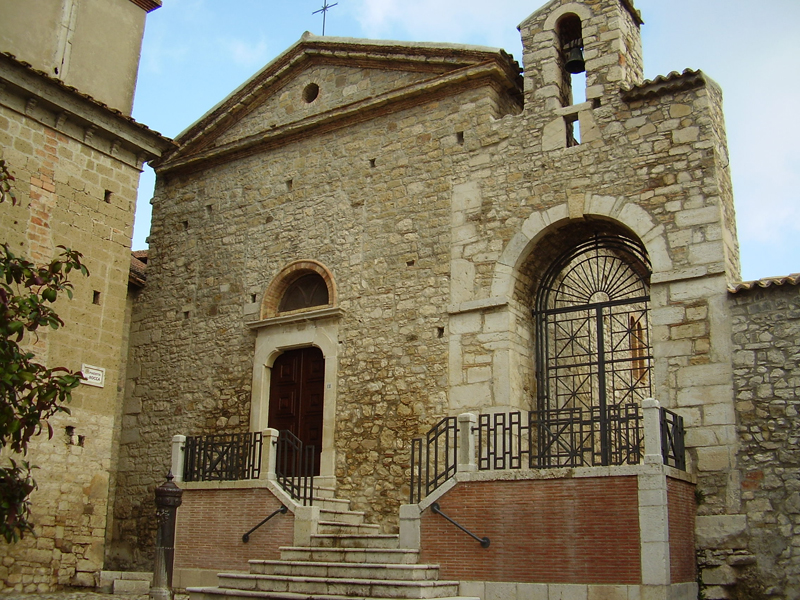
Chiesa della ss. Croce